# Douglas William Jerrold
Douglas William Jerrold, né le 3 janvier 1803 à Londres, où il est mort le 8 juin 1857, est un écrivain, journaliste et dramaturge britannique.

## Biographie
Né dans le quartier de Soho, Douglas William Jerrold est le fils d'un acteur, Samuel Jerrold, qui avait monté une troupe de théâtre, dans laquelle son fils fit très jeune de la figuration. En décembre 1813, âgé de seulement dix ans, Douglas est enrôlé comme midshipman à bord du HMS Namur, où il a comme coéquipier Charles Austen, le frère de Jane Austen. Il est libéré de son service après le traité de Paris et la fin des guerres napoléoniennes (novembre 1815).
En janvier 1816, l'adolescent dont la famille est ruinée du fait de la guerre, est contraint de prendre un emploi d'apprenti chez un imprimeur londonien. En 1819, il est compositeur-typographe pour le journal Sunday Monitor. Dès cette époque, il parvient à faire publier quelques-uns de ses poèmes dans divers journaux, et même quelques critiques littéraires. Ainsi, il se révèle très jeune, poète et journaliste.
En 1821, il parvient à faire monter un pièce de sa composition, More Frightened than Hurt, au Sadler's Wells Theatre. Celui que l'on surnomme bientôt « the little Shakespeare in a camlet cloak » (« le petit Shakespeare au manteau de camelot ») enchaîne avec une dizaine de petits drames et de farces qu'il vend contre quelques livres sterling par semaine à son principal client le théâtre Old Vic, jusqu'en 1829. Durant l'automne 1824, il épouse Mary Swann, dont un premier fils, le futur écrivain William Blanchard Jerrold, né en décembre 1826.
Dans les années 1830, il produit des pièces originales pour le théâtre de Drury Lane. En 1836, il devient le co-directeur du Royal Strand Theatre (en).
Sur le plan journalistique, Douglas William Jerrold est avant tout connu pour être l'une des premières plumes de Punch, puisqu'il y collabore dès la deuxième livraison (juillet 1841), et ce, jusqu'à sa mort. D'autres journaux le publie comme Blackwood's Magazine et The Athenaeum.
Douglas William Jerrold est aussi un créateur de périodiques, qui eurent plus ou moins de succès : citions The Illuminated Magazine (lancé en mai 1843), The Jerrold's Shilling Magazine, et The Douglas Jerrold's Weekly Newspaper.
En 1852, il devient le rédacteur en chef du Lloyd's Weekly Newspaper (en), et ce magazine dominical connut une croissance sensible, parvenant à vendre 182 000 exemplaires.

## Mort et postérité
Douglas William Jerrold meurt le 8 juin 1857 dans sa propriété située à Kilburn Priory (en), au nord de la Cité de Londres. Très lié à Charles Dickens, celui-ci fait partie de ceux qui portèrent son cercueil. De nombreuses nécrologies, très élogieuses, sont publiées dans la presse britannique. The Atlantic ouvre son tout premier numéro avec un hommage à Jerrold.
En 1859, son fils aîné fait paraître Life and Remains of Douglas Jerrold, ainsi que des écrits inédits de son père et une partie de sa correspondance.
Sa descendance comprend des écrivains et journalistes notables comme, outre son fils aîné, Walter Jerrold (en), Laurence Jerrold, Douglas Francis Jerrold (en), et Audrey Mayhew Allen (née en 1870), autrice pour enfants.
Son essai The Folly of the Sword (1843), une satire du militarisme et une plaidoirie pour le pacifisme, eut une influence tout au long du siècle.

## Écrits traduits en français
- Sous les rideaux, trad. par Albert Le Roy, Paris, Librairie Hachette, 1865.
- Sermons du soir de Mme Caudle, trad. nouvelle, avec étude biographique et littéraire, par A. Buisson Du Berger, Paris, H. Gautier, 1889.
- Dans l'alcôve, Paris, Librairie illustrée, [1892].
- Une épouse gronde dans la nuit ou les Trente-six sermons de Madame Caudle, trad. de Charles Chassé, illustrations de Leech [extraites de Punch], Paris, Les Éditions universelles, 1946 ; rééd. Les belles lectures, 1957.